# ژیوشه
ژیوشه (به هلندی: Zeegse) یک منطقهٔ مسکونی در هلند است که در تینارلو واقع شده‌است. ژیوشه ۴۰۰ نفر جمعیت دارد.